# Молодіжний (Тоцький район)
Молоді́жний (рос. Молодёжный) — селище у складі Тоцького району Оренбурзької області, Росія.

## Населення
Населення — 576 осіб (2010; 817 у 2002).
Національний склад (станом на 2002 рік):
- росіяни — 82 %